# Melomys bannisteri
Melomys bannisteri és un rosegador de la família dels múrids. Són rosegadors de petites dimensions, amb una llargada de cap a gropa de 111,6 a 114,5 mm, una cua de 106,4 a 117,6 mm i un pes de fins a 61,5 g. Aquesta espècie és endèmica de l'illa de Kai Besar, a les Moluques centrals, i potser es troba també a l'illa veïna de Taam. Probablement viu en boscs humits tropicals a una altitud de fins a 500 msnm.